# 春の大曲線
春の大曲線（はるのだいきょくせん）は、春の夜空に見られる明るい恒星の並び（アステリズム）。

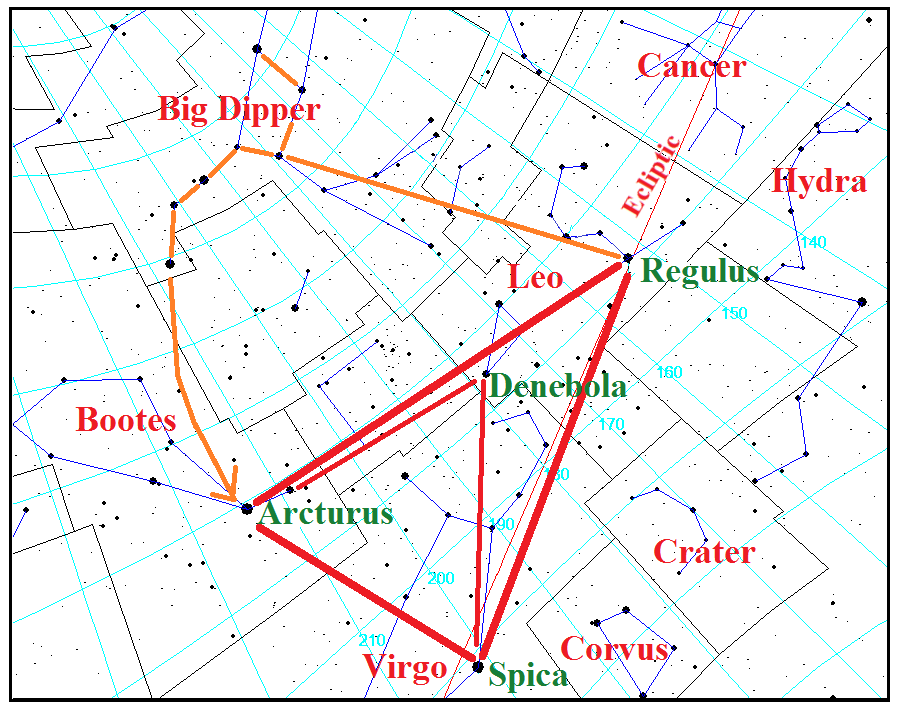
春の大曲線 : 北斗七星(左上)の柄杓カーブを延ばした(矢印)先にアークトゥルス、さらに延ばせばスピカがある。

春になると、おおぐま座にある北斗七星が上方経過となり天頂近くに高くのぼる。そのひしゃくの柄のカーブを柄の端の星（η星）の方へ延ばしていくと、 うしかい座のα星で1等星のアークトゥルス、そのまま続けてカーブを伸ばすとおとめ座のα星でやはり1等星のスピカに届く。さらに伸ばすと曲線はからす座に至る。
この呼び名を考案したのは日本の天文学者鈴木敬信である。また五島プラネタリウム元解説員の金井三男は、金井がからす座まで延長したと述べている。